# Valea Lungă (Dâmbovița)
Valea Lungă è un comune della Romania di 5 026 abitanti, ubicato nel distretto di Dâmbovița, nella regione storica della Muntenia.
Il comune è formato dall'unione di 10 villaggi: Băcești, Izvoru, Moșia Mică, Șerbăneasa, Ștubeie Tisa, Valea lui Dan, Valea Lungă-Cricov, Valea Lungă-Gorgota, Valea Lungă-Ogrea, Valea Mare.